# صنعت خودروسازی هند

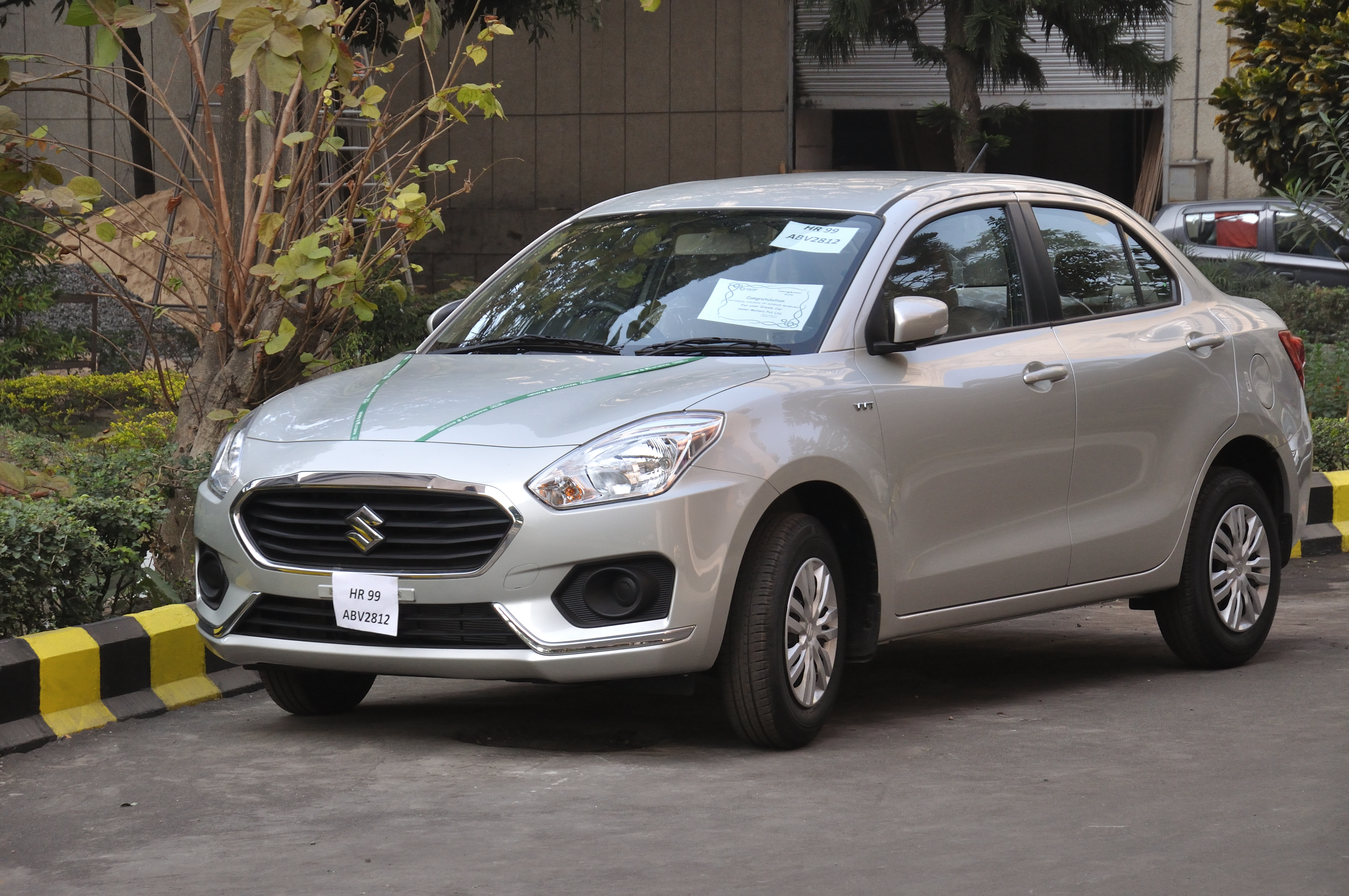
سوزوکی دیزایر در هند تولید و به بازارهای بین‌المللی صادر می‌شود.

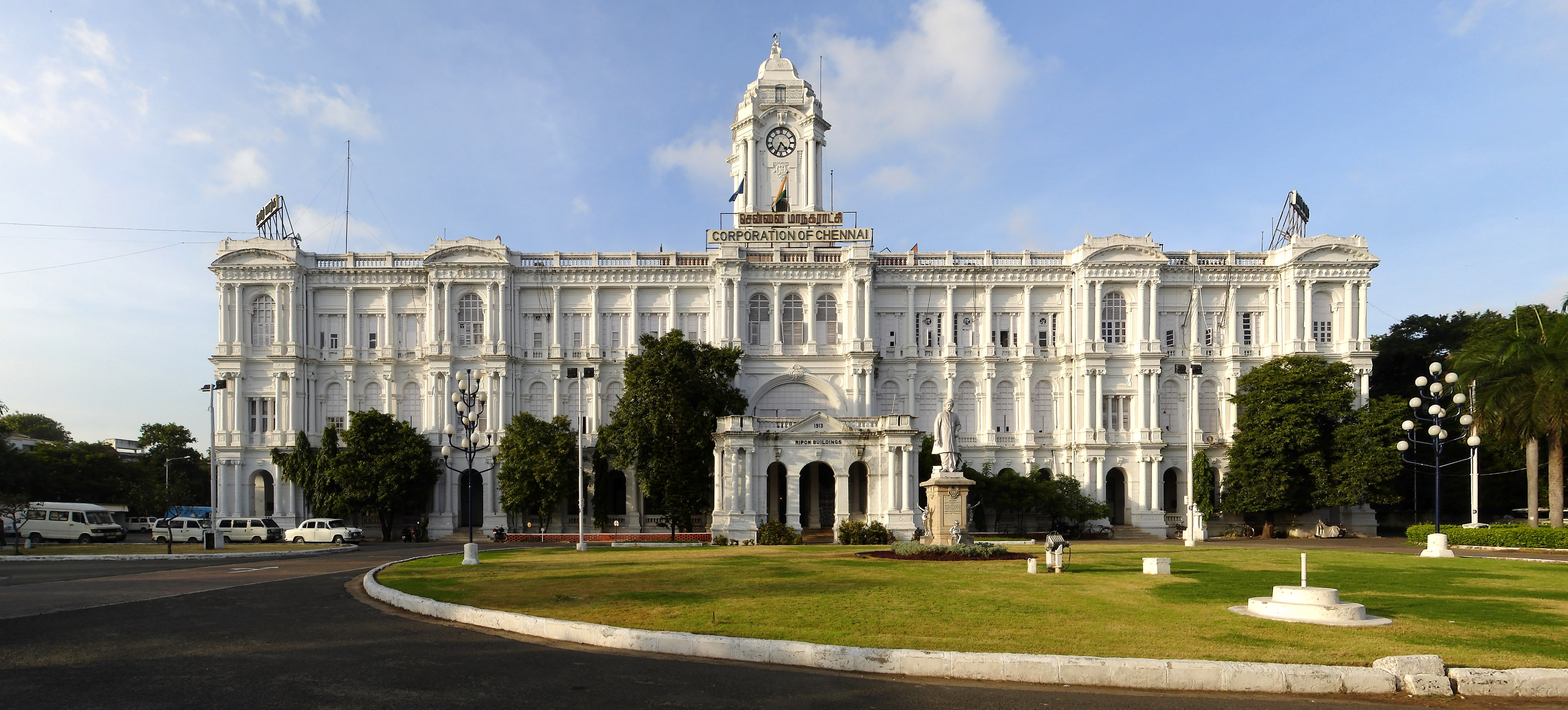
چنای حدود ۳۵ تا ۴۰ درصد از کل صنعت خودروسازی هند را در خود جای داده‌است.

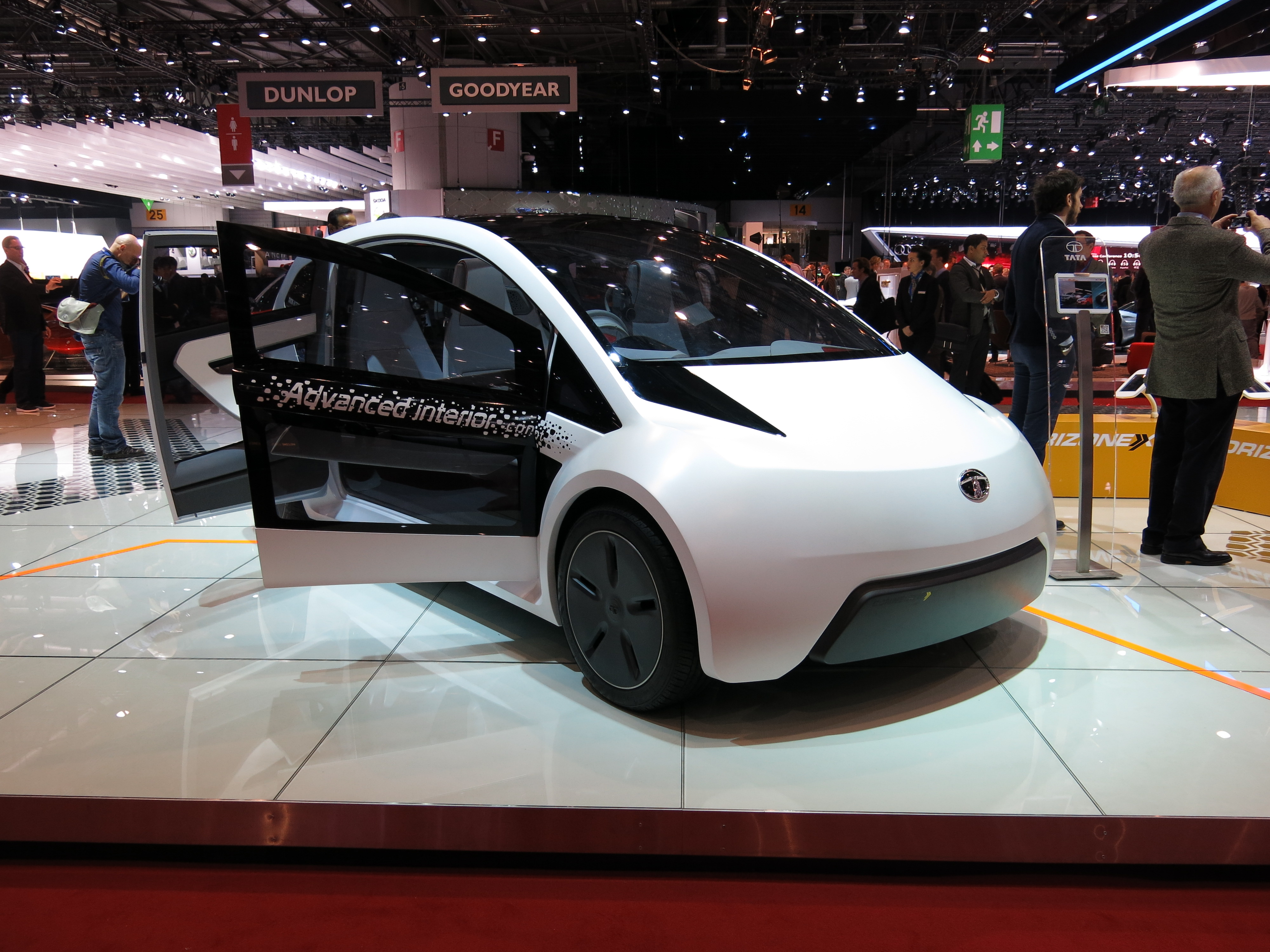
نسل بعدی خودروی مفهومی تاتا موتورز در نمایشگاه خودرو ژنو ۲۰۱۵

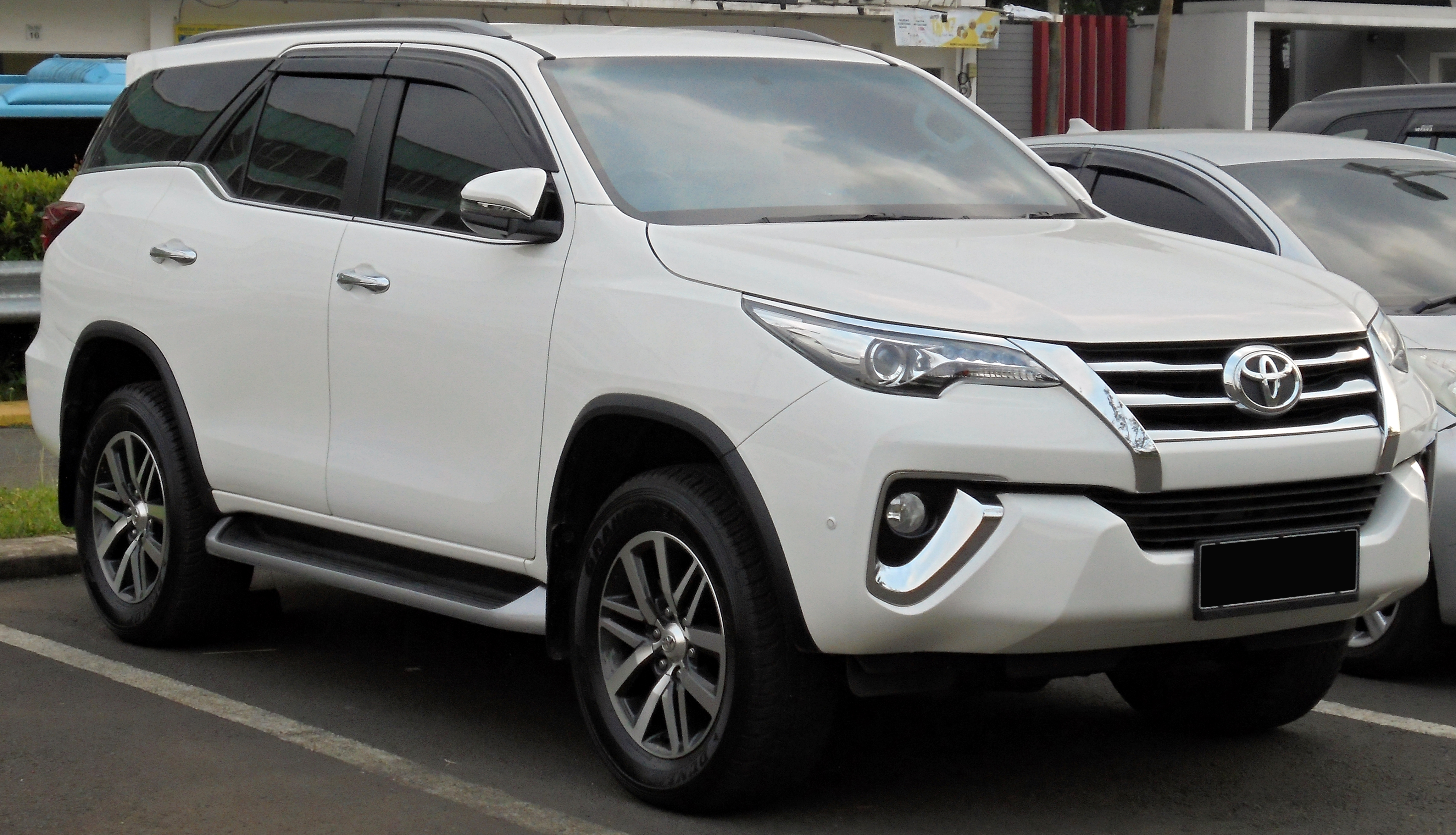
تویوتا فورچونر، پرفروش‌ترین شاسی‌بلند هند

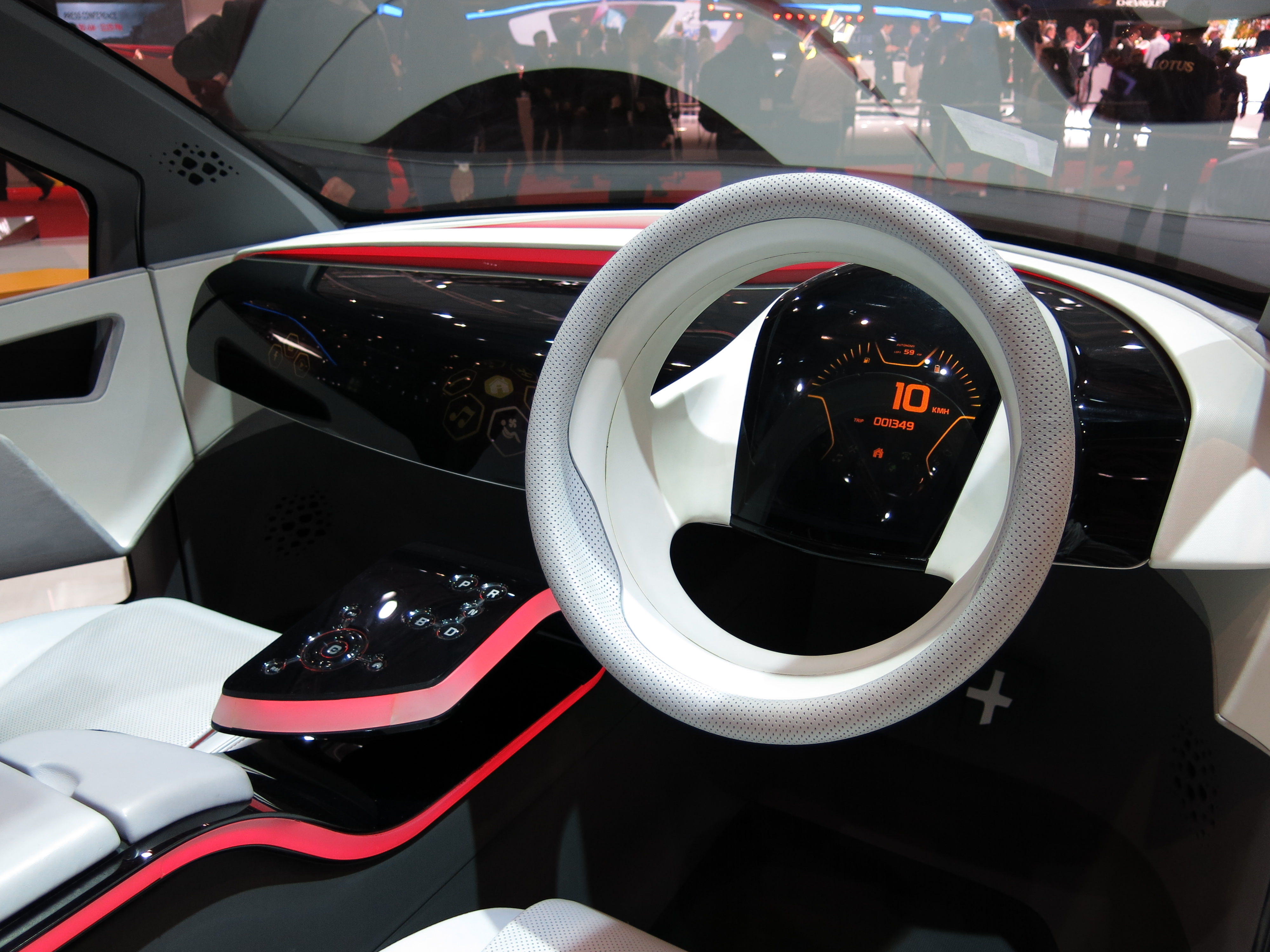
فضای داخلی خودروی مفهومی تاتا کانست نکس ئی‌وی در نمایشگاه خودرو ژنو ۲۰۱۵

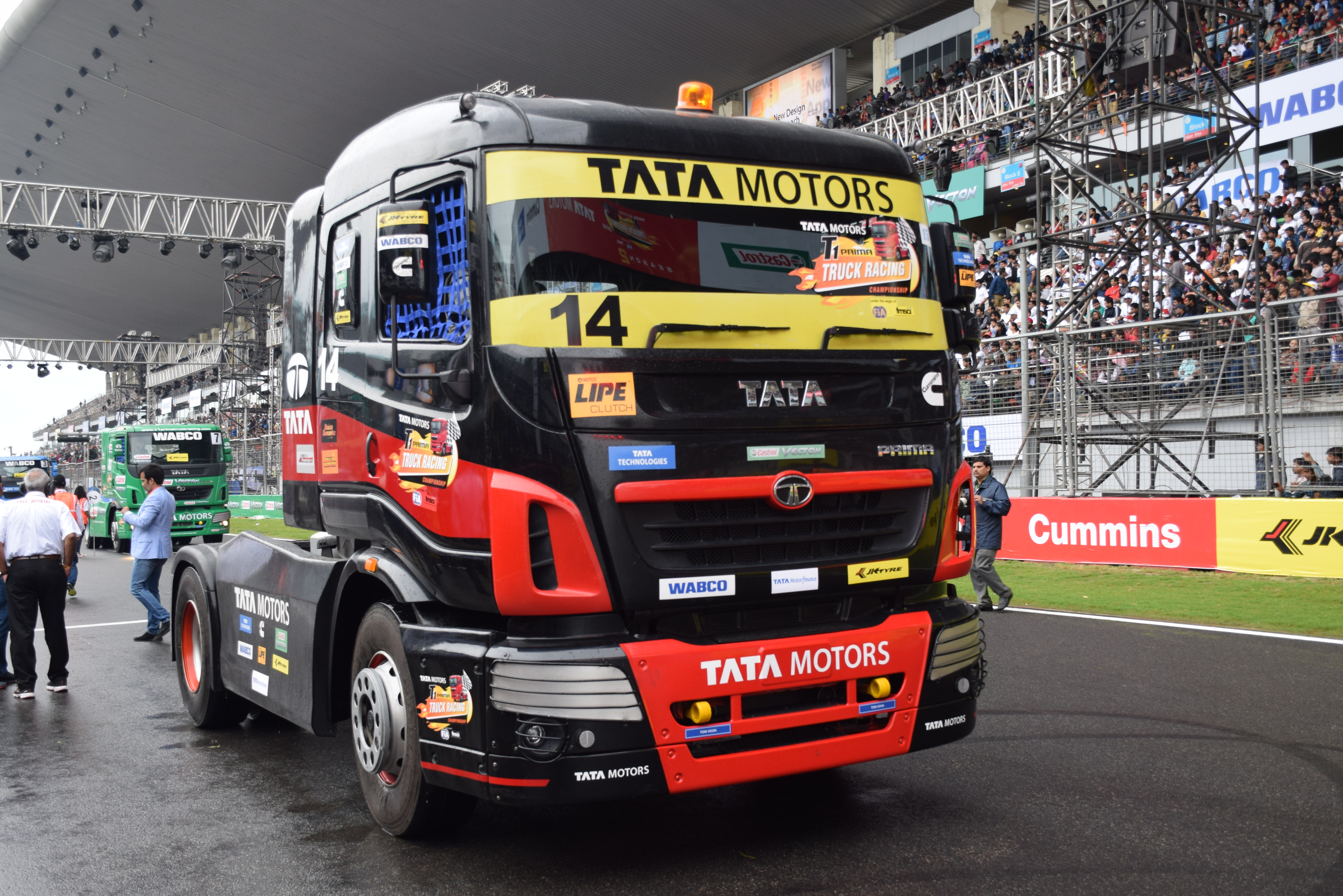
کامیون تاتا پریما تی۱ در پیست بین‌المللی بوده

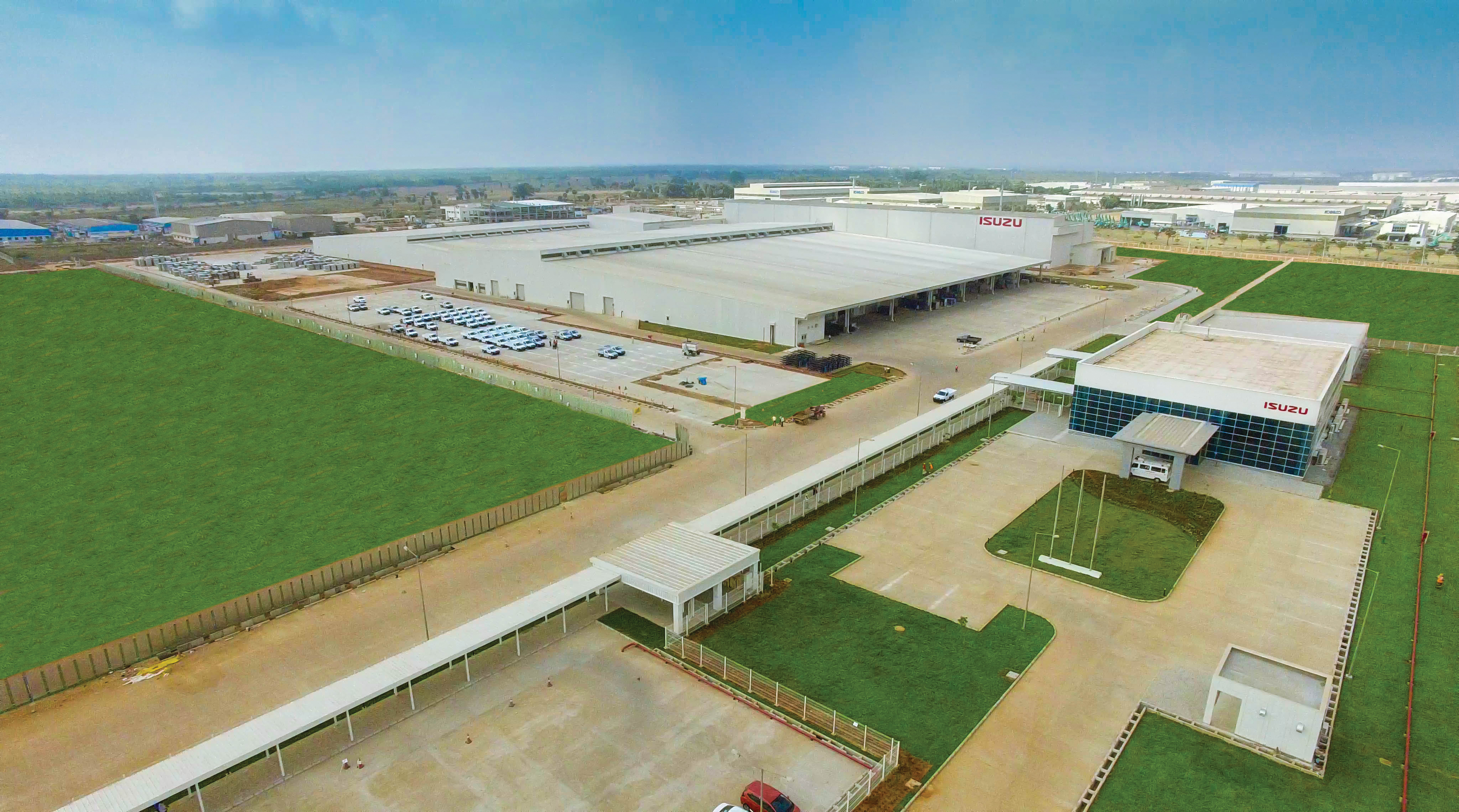
کارخانه تولیدی جدید ایسوزو که در سال ۲۰۱۶ در شهر سری، آندرا پرادش، هند افتتاح شد

صنعت خودروسازی هند چهارمین صنعت بزرگ خودروسازی در جهان است. در هند بسیاری از شرکت‌های خودروسازی بزرگ مانند مرسدس بنز، بی‌ام‌و، آئودی، جنرال موتورز فعالیت می‌کنند و به مونتاژ خودرو در این کشور می‌پردازند. همچنین هند به عنوان یکی از بزرگترین تولیدکنندگان خودروهای کوچک در جهان مطرح شده است. به گزارش نیویورک تایمز،  مهندسی قوی و تخصص هند در ساخت خودروهای کم مصرف و کم حجم منجر به روی آوردن شرکت‌هایی هیوندای موتور، نیسان، تویوتا، فولکس واگن و سوزوکی به هند شده است.

## تاریخچه

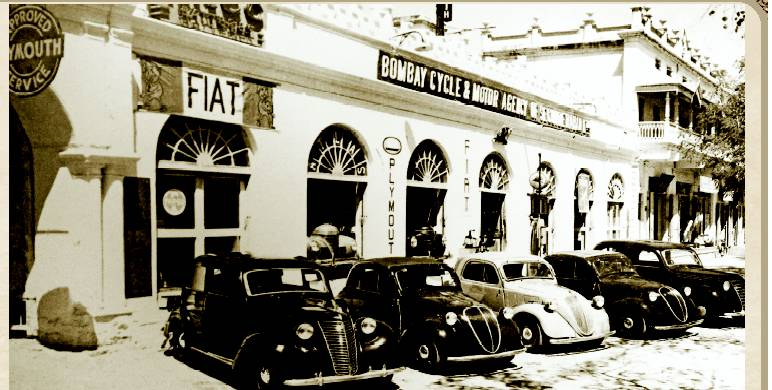
نمایشگاه اتومبیل قبل از استقلال در سکندرآباد، نگاره بالا فیات توپولینو و فیات ۱۱۰۰ را نشان می‌دهد

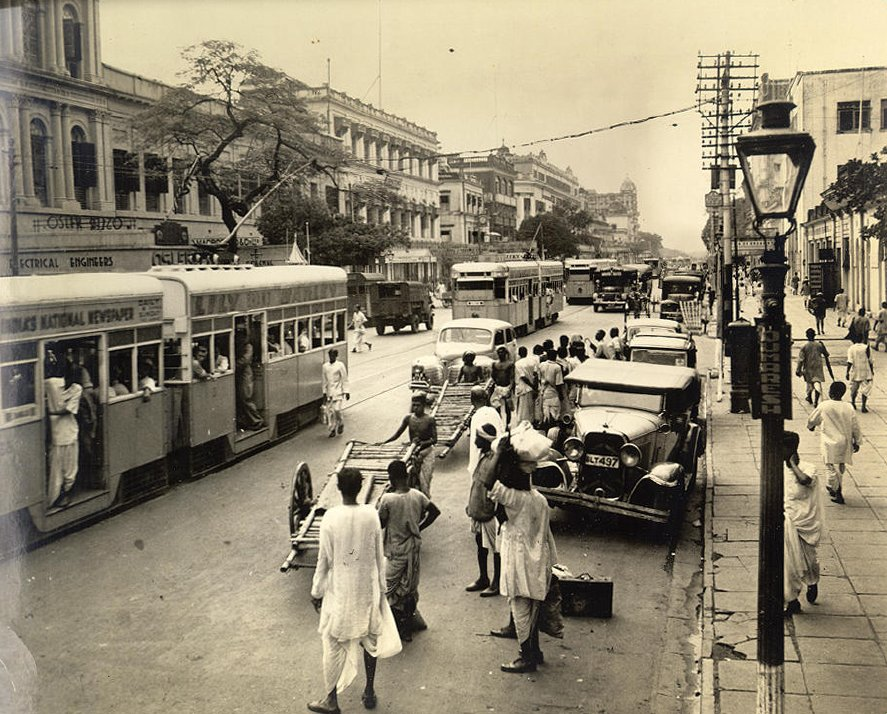
ترافیک خیابان کلکته در سال ۱۹۴۵

در سال ۱۸۹۷، اولین اتومبیل در جاده ای از هند حرکت کرد. در دهه ۱۹۳۰، تعداد کمی از خودروها به صورت وارداتی وارد هند شد.
صنعت خودروهای تولید هند در دهه ۱۹۴۰ در هند پدیدار شد. هندوستان موتورز، اولین شرکت خودروسازی هند در سال ۱۹۴۲ راه‌اندازی شد دوسال بعد شرکت پرمیر در ۱۹۴۴ ساخته شد که به مونتاژ کرایسلر، دوج و فیات می‌پرداخت. ماهیندرا نیز توسط دو برادر در سال ۱۹۴۵ تأسیس شد و مونتاژ جیپ سی‌جی را آغاز کرد. پس از استقلال هند در سال ۱۹۴۷، دولت هند و بخش خصوصی تلاش‌هایی را برای ایجاد یک صنعت تولید قطعات خودرو برای تأمین صنعت خودرو آغاز کردند. در سال ۱۹۵۳، برنامه جایگزینی واردات آغاز شد و واردات خودروهای خارجی در هند محدود شد که این امر به مرور باعث گسترش صنعت خودروسازی هند شد.

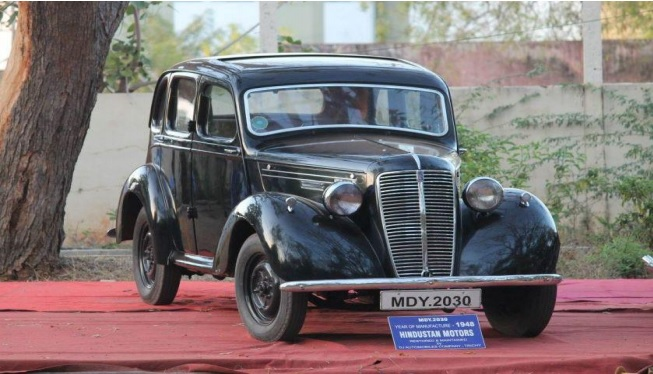
یک خودروی ساخت هندوستان موتورز که تحت لیسانس موریس موتورز انگلستان ساخته شده‌است.